# Vagrich Bakhchanyan
Vagrich Akopovich Bakhchanyan (russe : Ва́грич Ако́пович Бахчаня́н; ukrainien : Ва́грiч Ако́пович Бахчаня́н; arménien : Վահրիճ Հակոբի Բախչանյան; 1938-2009) est un peintre soviétique et américain, artiste non conformiste d'origine arménienne.

## Biographie
Il est né dans une famille arménienne à Kharkiv, en Ukraine, où il a étudié et commencé à peindre. Au milieu des années 1960, il a déménagé à Moscou, où il a travaillé à Literaturnaya Gazeta. En 1974, Bakhchanyan a émigré aux États-Unis et a vécu à New York, où il était actif sur la scène littéraire et artistique. Là, il a collaboré avec les écrivains russes et soviétiques Sergueï Dovlatov, Alexander Genis et Naum Sagalovsky, entre autres.
Il est décédé le 12 novembre 2009 à New York. Selon le dernier testament de Vagrich, ses cendres ont été dispersées dans les montagnes de Geghama en Arménie.

## Collections
- Museum of Modern Art, New York, New York, États-Unis
- Centre national d'art contemporain, Moscou, Russie
- Galerie Tretiakov, Moscou, Russie
- Musée de l'Ermitage, Saint-Pétersbourg, Russie
- Musée d'État russe, Saint-Pétersbourg, Russie